# George Washington
För andra betydelser, se George Washington (olika betydelser).
George Washington, född 22 februari 1732 i Westmoreland County, Virginia, död 14 december 1799 i Mount Vernon, Virginia, var en amerikansk godsägare, militär, statsman som var USA:s första president åren 1789 till 1797. Han var även en av USA:s grundlagsfäder som undertecknade USA:s konstitution 1787. Han gifte sig 1759 med Martha Dandridge Custis och dog barnlös.

## Biografi

### Uppväxt och tidig bana

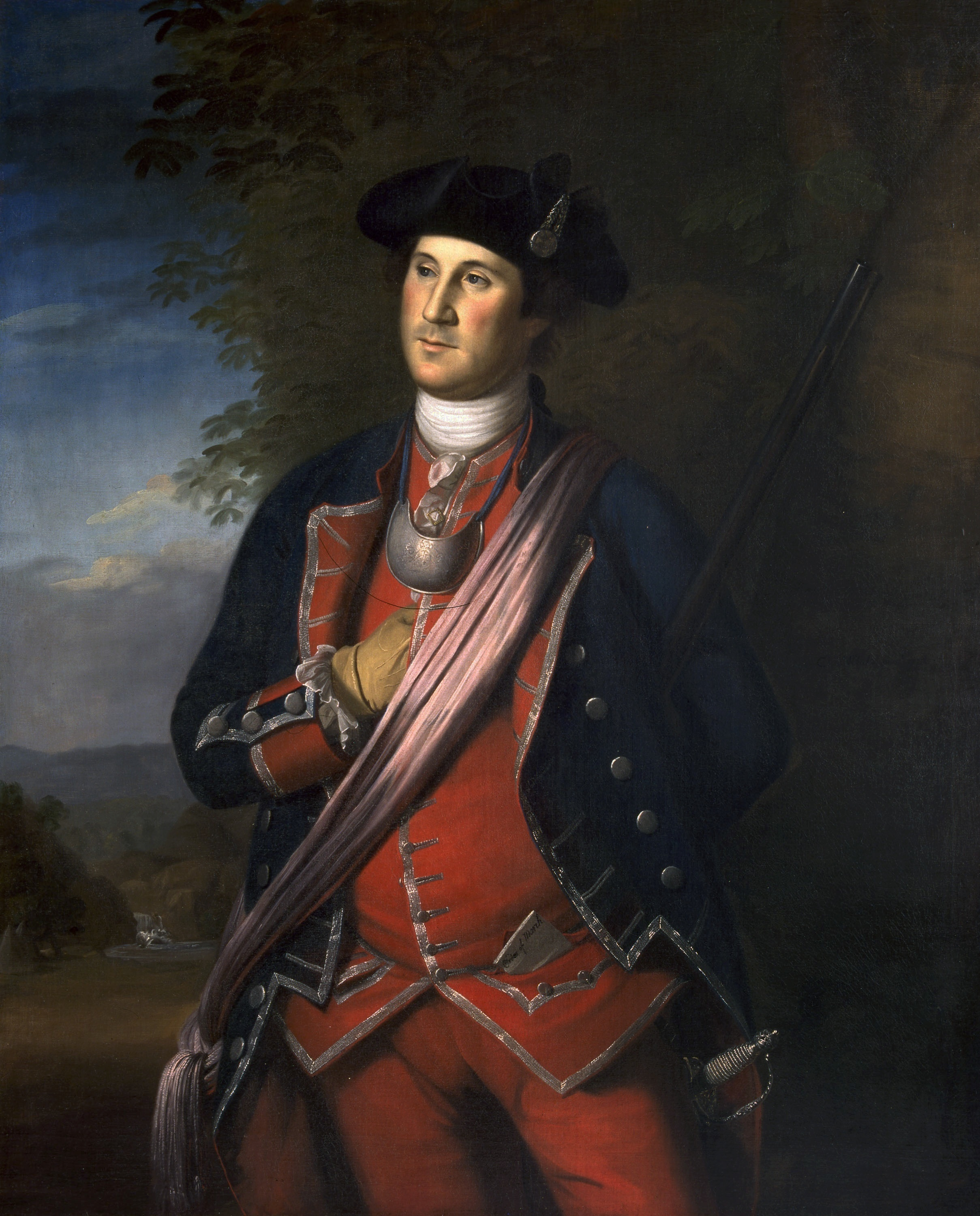
Det tidigaste kända porträttet föreställande George Washington. Målning av Charles Willson Peale 1772.

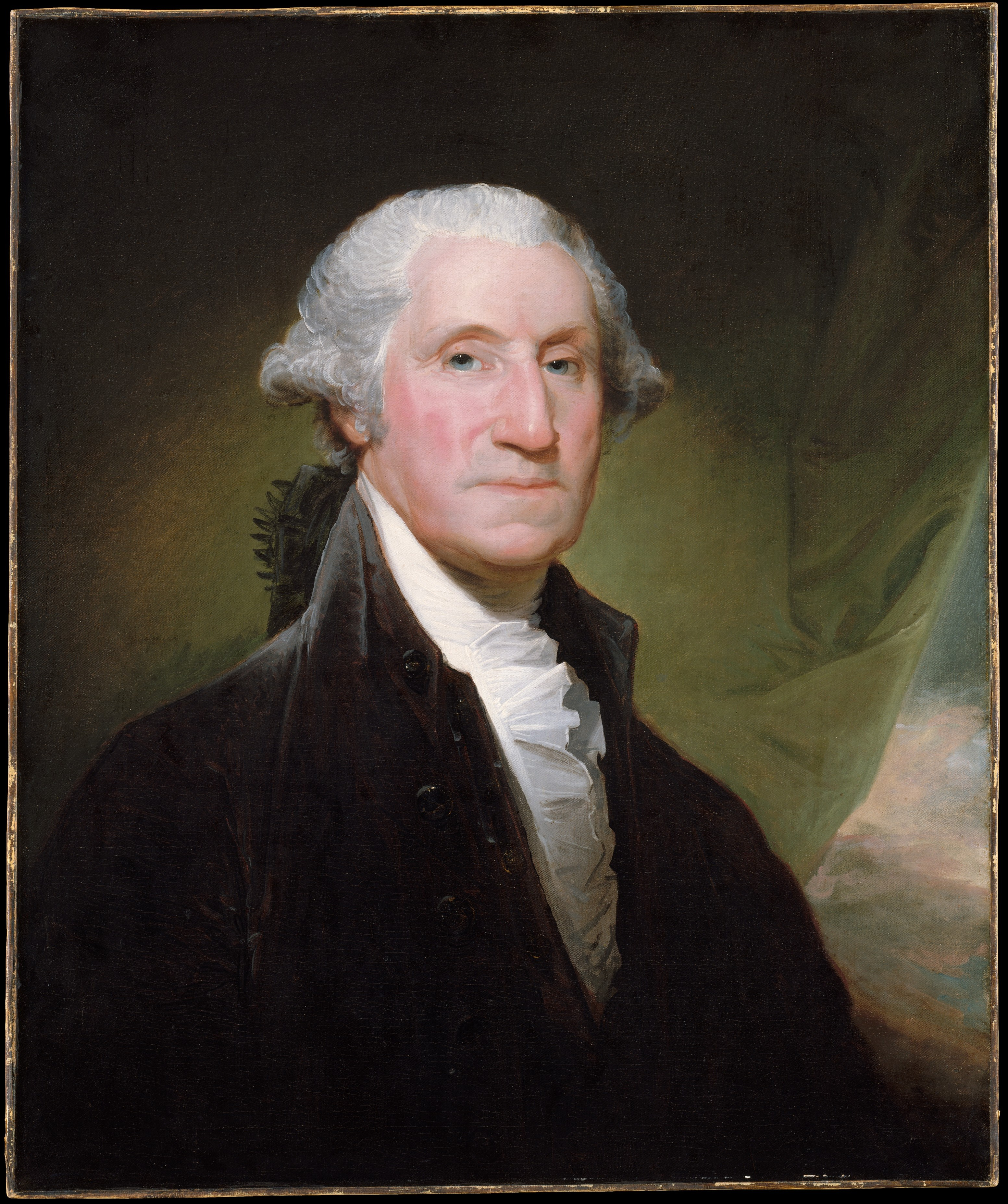
Porträtt av Gilbert Stuart, 1795. Porträttet hänger på Metropolitan Museum of Art, New York.

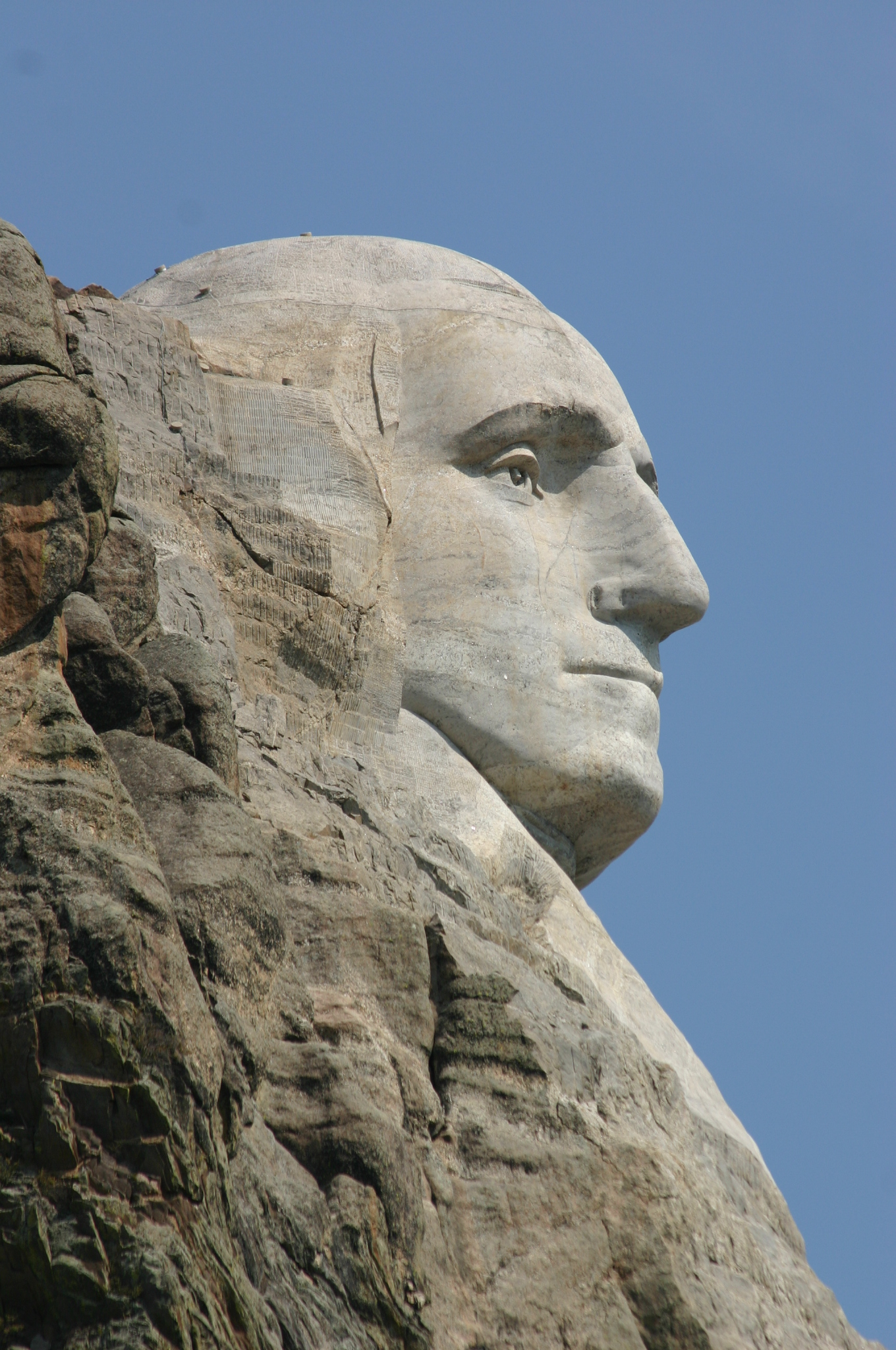
George Washington avbildad på Mount Rushmore.

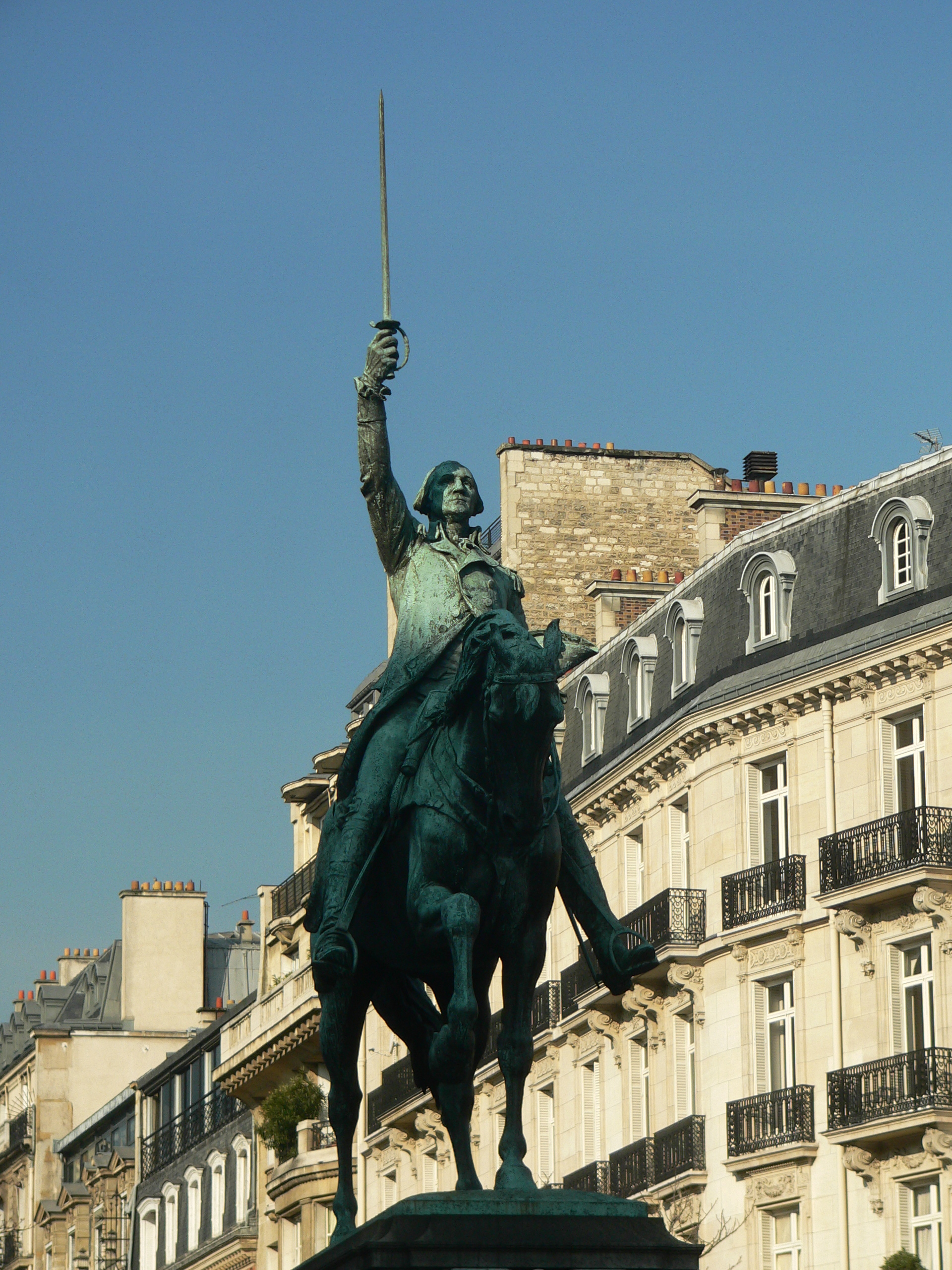
Washingtonstatyn i Paris.

George Washington tillhörde en släkt som 1658 hade invandrat från England. Han var son till Augustine Washington och Mary Ball. Washingtons far, en tämligen välbeställd plantageägare, avled när Washington var elva år gammal. Han uppfostrades därför av sin halvbror Lawrence. Han fick en ganska enkel skolutbildning vid sockenkyrkan; han var duktig i matematik och idrott. Som sextonåring fick han arbete som lantmätare hos William Fairfax.
Washington utnämndes 1752 till major och fick därmed ansvar för utbildningen av det lokala lantvärnet. 1754 skickades han till Ohiolandet av guvernör Robert Dinwiddie för att driva bort fransmännen från den mark som Ohiokompaniet fått i förläning av den brittiska kronan. Ohiokompaniet var ett handelskompani där både guvernören och Washington var stora aktieägare. I Ohiolandet genomförde han ett överfall på en fransk styrka vilket utvecklades till ett långvarigt krig med fransmän och indianer, nämligen det Fransk-indianska kriget – i Europa känt som Sjuårskriget. Washington kapitulerade sedan för fransmännen, men frisläpptes. Han hade då uppnått överstelöjtnants grad. 1755 utnämndes han till chef för Virginiaregementet  och befordrades till överste. Washington deltog sedan i slaget vid Monongahela där de brittiska och virginska trupperna led ett stort nederlag mot underlägsna franska och indianska styrkor.
Washington lämnade sin krigiska bana 1758 för att leva ett mer stillsamt liv som plantageägare och politiker. Under det amerikanska revolutionskriget utsågs han till överbefälhavare.

### Tidig politisk karriär
Washington slog tidigt in på den politiska banan och invaldes i Virginias parlament. Han var en stark motståndare till den brittiska regeringens politik och satt i kontinentalkongressen 1774–1775 där konfederationsartiklarna (The Articles of Confederation), som lade grunden för Förenta Staterna, utformades. 
Efter frihetskriget drog han sig tillbaka till sin egendom, Mount Vernon  i Virginia, men han insåg ganska snabbt att den nya nationen inte fungerade som det var tänkt. Washington var med om att driva på sammankallandet av Författningskonventet 1787 och han blev också vald till dess ordförande. Författningskonventet slog fast landets författning och Washington valdes till landets förste president. John Adams valdes till vicepresident.

### President för USA
Washington svor presidenteden den 30 april 1789 stående på balkongen till Federal Hall på Wall Street i New York. Det har sagts att trots att det nyinrättade presidentämbetet inramades av pompa och ståt, så levde Washington själv ett enkelt liv och aktade sig för att ge intryck av arrogans gentemot den jämlike medborgaren i det fria landet. Samtidigt var Washington en förmögen man, och inköpte nio slavar till sitt hushåll. Washington omvaldes 1793. Han avböjde att söka till en tredje mandatperiod, och detta blev till ett exempel som samtliga efterföljande presidenter har följt (med undantag av Franklin D. Roosevelt).  

#### Regeringsbildning
Den första kongressen hade skapat tre regeringsdepartement, utrikes-, finans- och krigsdepartementen. I enlighet med den nya författningen utsåg Washington Thomas Jefferson till utrikesminister, Alexander Hamilton till finansminister och Henry Knox till krigsminister. Kongressen hade också inrättat ett justitieministerämbete (Office of Attorney General) som skulle ha till uppgift att föra verkställande statsmaktens talan inför Högsta Domstolen samt vara juridisk rådgivare till presidenten och departementscheferna. Till denna post utsåg Washington Edmund Randolph.  
John Jay utsågs av Washington till att leda USA:s högsta domstol.   
Under Washingtons tid vid makten började ett partisystem att växa fram i nationens politiska liv. Två av hans departementschefer, Hamilton och Jefferson skulle visa sig dra sig politiskt åt olika håll. Jefferson blev en förgrundsfigur för Demokraterna medan Hamilton blev tongivande för Federalisterna. De båda regeringskollegorna var öppet kritiska mot den politik som respektive departement förde. Båda stödde dock Washington och var för att han skulle omväljas. Tvisten dem emellan var dock ohållbar för Washingtons regering och Jefferson avgick nyårsafton 1793. Washington utsåg Edmund Randolph att ta över som utrikesminister. Också Hamilton avgick, men först i början av år 1795. Hamilton efterträddes av Oliver Wolcott den yngre. 
I enlighet med ett kongressbeslut flyttades regeringens säte tillfälligt till Philadelphia 1790. Således var det i Philadelphia som Washingtons regering verkade. Det var först år 1800 som regeringen, enligt kongressbeslutet, slutligen skulle förläggas i den nya huvudstaden som skulle anläggas vid Potomac-floden.

#### Finans- och penningpolitik
Efter många år av krig hade den nya nationen en ansträngd ekonomi och var hårt skuldsatt. Med Hamilton som arkitekt utformades den ekonomiska politiken. Programmet inriktades på fyra områden: statsskulden, federala inkomster, myntsystemet och centralbanken. 
Skulderna låg på delstaterna såväl som på federal nivå och långivarna var både inhemska och utländska. Den federala skulden uppgick till cirka 54 miljoner dollar varav runt 12 var upplånade utomlands. Delstaterna hade ytterligare 25 miljoner dollar i skulder, varav 18 miljoner hade gått åt till att bekosta kriget. Den federala regeringen tog över alla skulder genom att lösa in dem och ge ut nya obligationer. Ett visst motstånd kom från de delstater med mindre skulder, främst sydstater, eftersom de i andra hand fick vara med och bekosta de hårt skuldsatta staterna. En sammanjämkning kunde nås med dessa stater mot löfte att en ny huvudstad skulle anläggas vid Potomac-floden.
Den nya författningen hade givit den federala staten möjlighet till direktbeskattning. Till en början var det främst genom tullar och accis som inkomster till staten skapades. Tullarna var inte protektionistiskt motiverade. En särskild tonnage-skatt infördes på handelsfartyg där skatten var lägre på amerikanska fartyg. Detta för att sätta fart på det inhemska skeppsbyggandet. Bland avgifter som fördes in fanns en särskild accisavgift på whiskey. Denna avgift ledde till kraftiga invändningar från jordbrukare i gränstrakterna eftersom det ofta var genom whiskeytillverkning man fick avsättning för sitt spannmålsöverskott. Whiskeyn var jämförelsevis mycket billigare att transportera till marknaderna i de östra staterna. Detta utvecklades så småningom till det så kallade Whiskeyupproret. Washington tvingades till sist att sätta in militär för att slå ned upproret.
En annan viktig åtgärd för Washingtons regering var att säkerställa ett fungerade betalningssystem. Besittningarna hade lidit stor brist på betalningsmedel. Den nya regeringen införde ett myntsystem grundat på både guld- och silvermynt. Myntenheten bestämdes till dollar och man valde decimalsystemet framför det brittiska systemet med pund, shilling och pence.

#### Utvidgningspolitik
- Vermont blir den fjortonde delstaten
- Kentucky blir den femtonde delstaten
- Nordvästra indiankriget

#### Utrikespolitik
- Kungörande om icke-ingripande i Europa (krig mellan Frankrike och Storbritannien)
- Fördrag med Storbritannien om bland annat ordnande av skulder
- Fördrag med Spanien angående gränsdragning mellan Louisiana och USA
- Tennessee sextonde delstaten

### De sista åren
Efter att ha lämnat politiken fick Washington uppleva knappt tre år av lugn på Mount Vernon. Han dog av en halsinfektion den 14 december 1799. Möjligen påskyndades den före detta presidentens frånfälle av den läkarbehandling han utsattes för. Hans livläkare Dr James Craik var, i likhet med de flesta läkare på den tiden, en varm anhängare av åderlåtning som botemedel mot allehanda åkommor, och han genomförde följaktligen upprepade åderlåtningar på Washington i syfte att häva infektionen. Den ansenliga blodförlusten torde allvarligt ha försvagat Washington.

## Betydelse och i kulturen
Enligt den julianska kalendern föddes Washington den 11 februari 1732. Enligt den gregorianska kalendern, som började användas under Washingtons liv och används än idag, föddes han den 22 februari 1732. När Washington föddes började engelsmännens år den 25 mars. 
George Washington är en av två som nått den allra högsta befälsgraden inom USA:s armé, (General of the Armies of the United States). Washington utnämndes postumt till General of the Armies of the United States daterat till den 4 juli 1976. (Resolution of US Congress, Public Law 94-479). Washington var även en högt uppsatt frimurare.
Washington har senare fått ge namn åt både de Förenta Staternas huvudstad Washington, D.C. och staten Washington. Huvudstadens flagga bygger på Washingtons familjevapen.
Asteroiden 886 Washingtonia är uppkallad efter honom.
Under Washingtons ämbetstid som president levde ytterligare tretton personer som senare skulle bli presidenter. Den sista var James Buchanan, president 1857–1861.